# 레즈보포비아

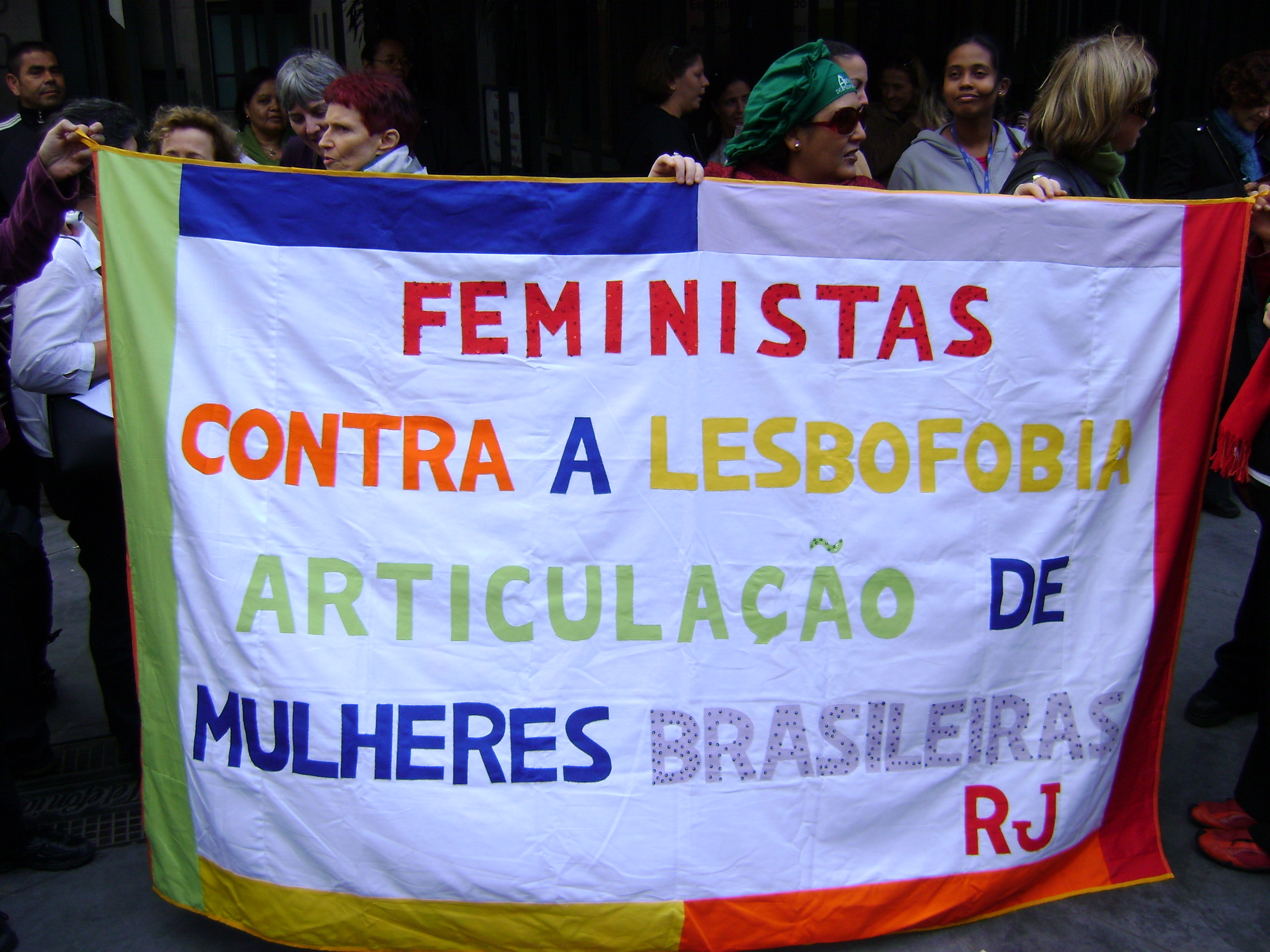

레즈보포비아(lesbophobia)는 레즈비언에 대한 적대적 태도 및 차별, 폭력 행위이다.
개인, 커플 또는 사회 집단으로서의 레즈비언에 대한 다양한 형태의 편견과 부정을 포함한다. 성별, 성적 취향, 정체성 및 성별 표현의 범주에 따라 이러한 부정성은 편견, 차별, 증오 및 학대를 포함한다. 경멸에서 적대감에 이르는 태도와 감정을 가지고 있다. 레즈보포비아는 동성애 혐오와 교차하는 여성 혐오이며 그 반대도 마찬가지이다.

## 같이 보기
- 교정강간
- 이성애적 성차별
- 동성애에 대한 사회적 태도
- 성소수자에 대한 폭력